# Altenberge
Altenberge (plattdeutsch Ollenbiärg) ist eine Gemeinde im Kreis Steinfurt in Nordrhein-Westfalen.

## Geografie

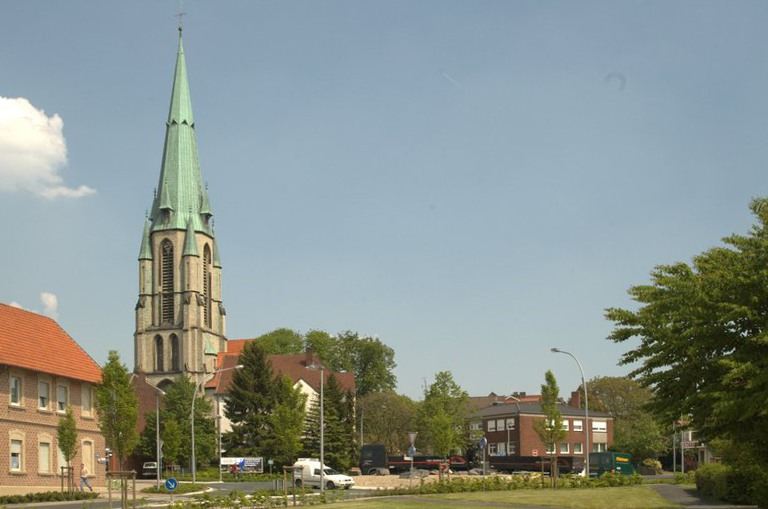
Kirche, davor Kreisverkehr

### Lage
Die Gemeinde Altenberge liegt ca. 14 km nordwestlich der Universitätsstadt Münster im Kreis Steinfurt inmitten der Münsterländischen Parklandschaft. Die Gemeinde liegt auf dem Altenberger Höhenrücken und ist die am höchsten gelegene Gemeinde des Altkreises Burgsteinfurt (BF). Den höchsten Punkt bildet der Paschhügel (119 m ü. NN). Der tiefste Punkt liegt am Zusammenfluss des Landwehrbaches mit der Steinfurter Aa knapp 4 km westlich des Zentrums des Ortes (68 m ü. NN). Einen weiteren markanten Punkt bildet die Krüsellinde etwa 800 m südöstlich der Kirche von Altenberge (NN110 m ü. NN), Altenberge grenzt (im Uhrzeigersinn, beginnend im Osten) an Greven (Kreis Steinfurt), Münster (kreisfrei), Havixbeck (Kreis Coesfeld), Billerbeck (Kreis Coesfeld), Laer (Kreis Steinfurt), Steinfurt (Kreis Steinfurt) sowie Nordwalde (Kreis Steinfurt).

### Gliederung

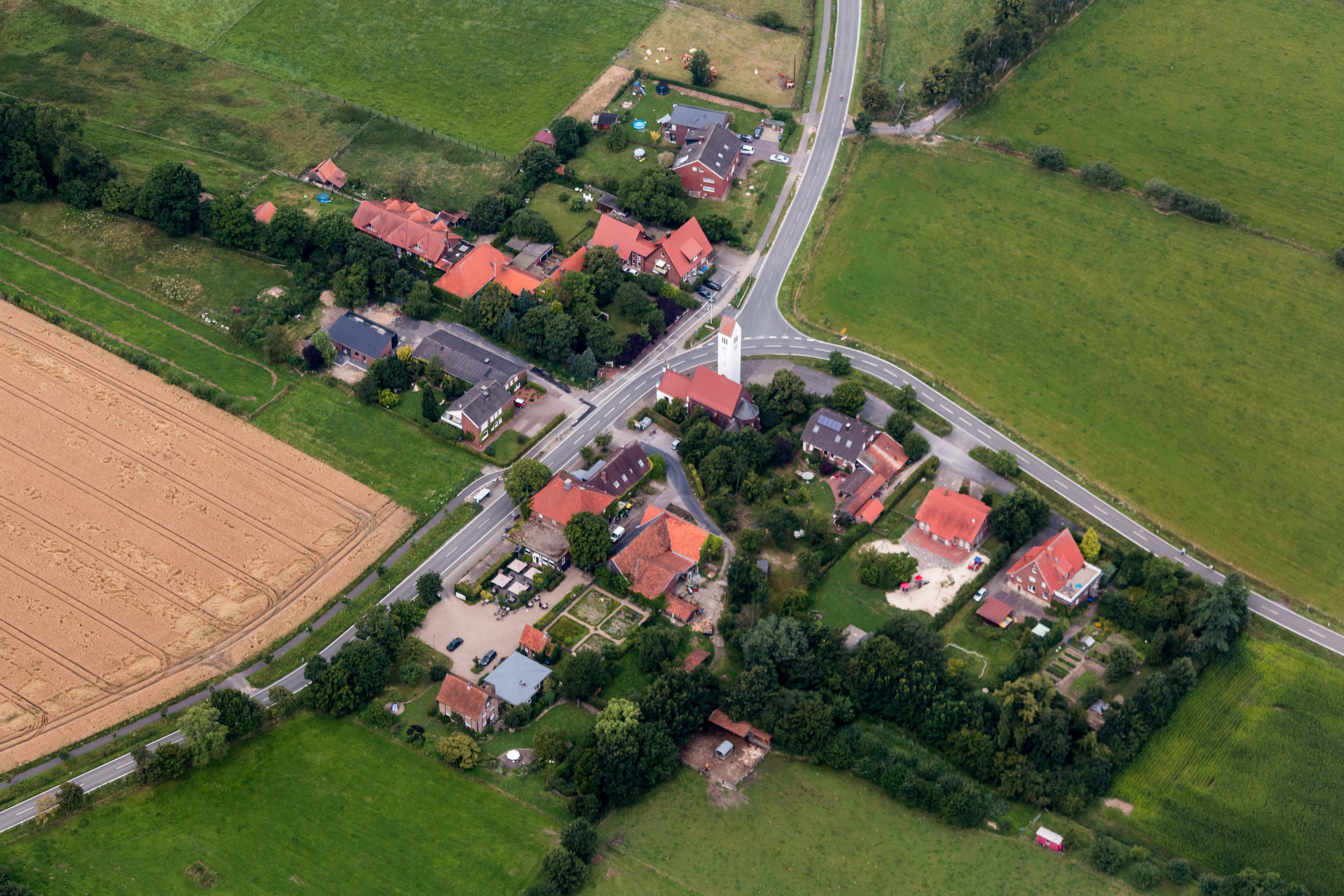
Luftbild der Bauerschaft Hansell

Die Gemeinde Altenberge besteht aus dem Ort Altenberge und sechs Bauerschaften:
EntrupEntrup ist die flächenmäßig größte Bauerschaft in Altenberge. Sie liegt nordöstlich des Ortskerns und grenzt an das benachbarte Greven. Seit 1849 besteht der Schützenverein Entrup. Am 11. März 1944 wurden bei einem morgendlichen Fliegerangriff 4 Sprengbomben und ca. 400 Kautschuk-Benzolbrandbomben abgeworfen. Bei dem Bombenangriff wurden in Entrup ein Bauernhof vollständig zerstört und drei weitere durch Brände beschädigt.
HansellHansell wurde im 14. Jh. erstmals urkundlich erwähnt und hat knapp 300 Einwohner. Es grenzt als einzige der Altenberger Bauerschaften nicht an den Altenberger Ortskern und liegt zwischen Münster-Nienberge, Greven und Altenberge. Zudem besitzt Hansell einen Siedlungskern um die Kirche St. Johannes Nepomuk, die bis 2009 eine eigenständige Kirchengemeinde bildete. Nach einer vollzogenen Fusion ist sie nun die Filialkirche der Pfarrgemeinde St. Johannes Baptist. In Hansell prägen insbesondere Landwirtschaft, Viehzucht, Fremdenverkehr sowie reges Vereinsleben im Schützenverein „An De Buorg“ und in der kfd den Ort.
HohenhorstEin im Süden von Hohenhorst gelegener Hügel wird Rösteberg genannt. In diesem soll, einer lokalen Sage nach, der Riese Grinkenschmied gewohnt haben. In Hohenhorst wurde auch der Sandstein gebrochen, der zur Wiederherstellung des münsterschen Domes nach dem Zweiten Weltkrieg verwendet wurde.
KümperDie Bauerschaft Kümper ist nicht nur flächenmäßig die kleinste, sie ist auch mit 269 Menschen die einwohnerschwächste Bauerschaft. Geschichtlich wird Kümper kaum erwähnt; am 28. Oktober 1842 wurde es dem „Amt Altenberge“ zugesprochen, da die Bauerschaft nie ein souveränes Amt oder Kirchspiel war. Kümper hat seit vielen Jahren eine starke Flächenabnahme zu verzeichnen, da das Gewerbegebiet West sich immer tiefer in die Bauerschaft ausdehnt. Zu den Sehenswürdigkeiten in Kümper zählen die Kornbrennerei Geuker-Wiedemann und das Trecker- und Schlepper-Museum auf dem ehem. Betriebsgelände der Schlepperfabrik H. Wesseler OHG.
WaltrupBereits um das Jahr 800 wurde das Waltruper Feld bei Altenberge auf einer Heberolle erwähnt. Die Bauerschaft liegt südlich vom Ortskern und grenzt unter anderem an Hohenholte und Münster. Als Sehenswürdigkeit gilt die 1953 errichtete „Madonna der Landstraße“, eine Kapelle für Reisende an der L 510 zwischen Altenberge und Münster. Durchschnittlich 70 Kerzen am Tag haben 2007 in der Waltruper Kapelle gebrannt, insgesamt 28400. 12.324,88 Euro kamen im Opferstock zusammen. Der Bauerschaftsteil Hollenbeck wurde bereits 1142 urkundlich in der Gründungsurkunde von Hohenholte genannt.
WestenfeldEine Sehenswürdigkeit in Westenfeld ist das Haus Bödding auf dem Hof Kintrup. Auf dem alten Gräftenhof wohnten früher die Ritter von „Oldenberge“. Von der ursprünglichen Anlage sind heute lediglich das Torhaus und die Gräfte erhalten. Seit 1899 ist der Hof im Besitz der Familie Kintrup. Eine weitere Sehenswürdigkeit ist das Gut Göverding aus dem 15. Jahrhundert, das bis heute vollständig erhalten ist.

## Geschichte
Erstmals urkundlich erwähnt wurde die Pfarrei Altenberge im Jahre 1181, der Ort ist aber wohl weit vorher entstanden. Wahrscheinlich bestand der Ort schon zur Zeit des ersten Bischofs von Münster, Liudger (742–809). Karl der Große hatte diesem 792 die Missionierung im westlichen Sachsen übertragen. Liudger baute das spätere Bistum Münster auf; in dieser Zeit ist es zu zahlreichen Gründungen von Pfarreien und dem Bau von Kirchen, vermutlich auch in Altenberge gekommen. Der Ort war ursprünglich Bestandteil der Freigrafschaft Münster im Dreingau und unterstand im 12. Jahrhundert der Verwaltung der Ritter von Altenberge. Von 1142 bis 1294 verwalteten die Ritter von Altenberge die bischöfliche Kurie zu Oldenberge.
Aus den Bauernständen entwickelten sich mit der Zeit sukzessive Berufsgruppen, wie Bäcker und Schmiede, welche sich um die Kirche herum ansiedelten und dadurch eine Dorfgemeinde bildeten. So zählte der Ort im Jahr 1498 schon 742 Schutzpflichtige. Im Zuge des Achtzigjährigen Kriegs kam es zwischen 1591 und 1600 zu Plünderungen durch spanische sowie niederländische Truppen. Während des Dreißigjährigen Kriegs wurde Altenberge von Mansfelder und Braunschweiger Truppen geplündert.
In der Zeit zwischen 1627 und 1689 kam es zu einer Reihe verheerender Brände. So berichtet ein Schriftstück vom 24. Oktober 1671 davon, dass an Christi Himmelfahrt der Kirchturm, das Pastorat, die Küsterei und Kaplanei sowie Armenhäuser durch ein großes Feuer zerstört wurden. Am 29. November 1688 fielen weitere neun Häuser einem Brand zum Opfer. Im Jahr darauf, am 9. November 1689, kam es erneut zu einem Großbrand, welcher fast 30 Häuser im Dorf zerstörte.
Bis zur Säkularisierung gehörte Altenberge zum Amt Wolbeck. Im Jahr 1803 entstand das Fürstentum Rheina-Wolbeck, welchem Altenberge zugeschlagen wurde. Die Regentschaft des Fürsten Joseph Arnold Herzog von Looz-Corswarem dauerte jedoch nur bis in das Jahr 1806. Infolge des Siegs Frankreichs im Vierten Koalitionskrieg wurde Altenberge dem Großherzogtum Berg zugeordnet. Ab 1811 gehörte Altenberge zum Emsdepartement des französischen Kaiserreichs. Nachdem die Herrschaft Napoleons im Zuge der Befreiungskriege geendet hatte, wurde das Dorf Preußen zugesprochen und gehört seit 1816 zum Regierungsbezirk Münster. Von 1843 bis zur Aufhebung aller preußischen Einzelgemeindeämter im Jahre 1934 bildete die Gemeinde Altenberge ein eigenes Amt.
Von den Zerstörungen im Zweiten Weltkrieg blieb Altenberge weitestgehend verschont. In der Nachkriegszeit wurden 1671 Ostvertriebene und Evakuierte im Dorf aufgenommen. So zählte der Ort Ende des Jahres 1950 insgesamt 5.232 Einwohner.
Im Zuge der Kommunalreformen wurde der Landkreis Steinfurt zum Jahresbeginn 1975 aufgelöst und Altenberge kam zum Kreis Steinfurt.

## Politik

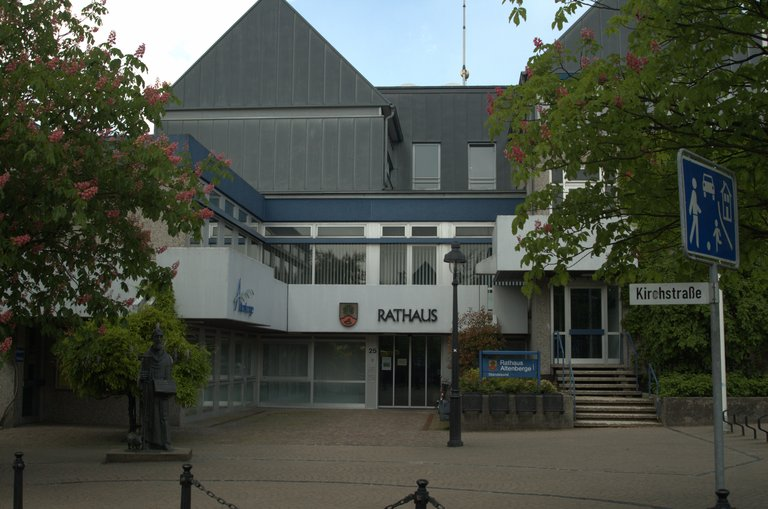
Rathaus

### Gemeinderat
Der Gemeinderat von Altenberge besteht aus 26 Ratsmitgliedern und dem Bürgermeister. Die Kommunalwahlen am 13. September 2020 führten bei einer Wahlbeteiligung von 70,14 % zu folgendem Ergebnis (zum Vergleich sind auch die Werte der Wahl 2014 angegeben):
| Partei | 2020  | 2020          | 2014  | 2014          |
| Partei | Sitze | Stimmenanteil | Sitze | Stimmenanteil |
| ------ | ----- | ------------- | ----- | ------------- |
| CDU    | 9     | 36,66 %       | 14    | 49,9 %        |
| SPD    | 4     | 15,28 %       | 5     | 16,9 %        |
| Grüne  | 9     | 33,98 %       | 5     | 13,7 %        |
| FDP    | 4     | 14,08 %       | –     | –             |

Die CDU und die Grünen halten somit jeweils mehr als ein Drittel der möglichen Sitze. Damit hat die CDU seit den ersten freien Wahlen in Altenberge nicht mehr die alleinige Mehrheit der Stimmen im Gemeinderat zur Verfügung. Die Grünen hingegen erreichten einen historischen Wahlsieg. Auch die FDP, welche zuletzt 2004 zu den Kommunalwahlen angetreten war, konnte aus dem Stegreif genauso viele Sitze gewinnen wie die SPD. Die UWG, welche 2014 noch 8,3 % und damit 2 Sitze erreichte, trat dieses Mal nicht mehr an.

### Bürgermeister
Jochen Paus wurde 2004 Bürgermeister. Er wurde 2009 und 2014 wiedergewählt. Bei den Kommunalwahlen in Nordrhein-Westfalen 2020 trat Paus nicht mehr an. Für die CDU bewarb sich Sebastian Nebel, für die Grünen Karl Reinke sowie als parteiloser Kandidat Guido Roters um das Bürgermeisteramt. Im ersten Wahlgang erreichte keiner der Kandidaten die nötige Mehrheit. Bei der Stichwahl am 27. September 2020 konnte sich Karl Reinke gegen seinen christdemokratischen Konkurrenten durchsetzen. Bei einer Wahlbeteiligung von 62,74 % erreichte Reinke 52,35 % und Nebel 47,65 % der Stimmen. Damit ist Reinke der erste grüne Bürgermeister in der Geschichte des Ortes.

### Wappen
Das Wappen der Gemeinde Altenberge wurde im Jahre 1938 verliehen. Es zeigt die sog. Krüsellinde, den Wappenbaum der Gemeinde und ehemalige Gerichtsstätte am alten Münsterweg. Diese steht auf einem Dreiberg, der den Altenberger Höhenrücken symbolisiert, auf dem der Ort liegt. Die Pflugschar auf dem Dreiberg steht für die Bevölkerung des Ortes, die früher überwiegend aus Bauern bestand.
Blasonierung: „Auf goldenem Felde ein roter mit goldener Pflugschar belegter Dreiberg, auf dem eine grüne Linde steht.“

### Gemeindepartnerschaften
Seit 1979 besteht eine Gemeindepartnerschaft mit der belgischen Gemeinde Gooik, die 25 km westlich von Brüssel in der Provinz Flämisch-Brabant liegt. Gooik ist mit ca. 8850 Einwohnern nur wenig kleiner als Altenberge. 1990, 1999 und 2009 wurde in festlichen Zeremonien die Partnerschaft zwischen den Gemeinden bestätigt. Der Altenberger Gooik-Ausschuss kümmert sich um den Fortbestand der Partnerschaft. 2009 wurde den Gemeinden als Anerkennung und Würdigung der Partnerschaft vom Präsidenten der Parlamentarischen Versammlung des Europarates das Europadiplom verliehen.

## Wirtschaft und Infrastruktur

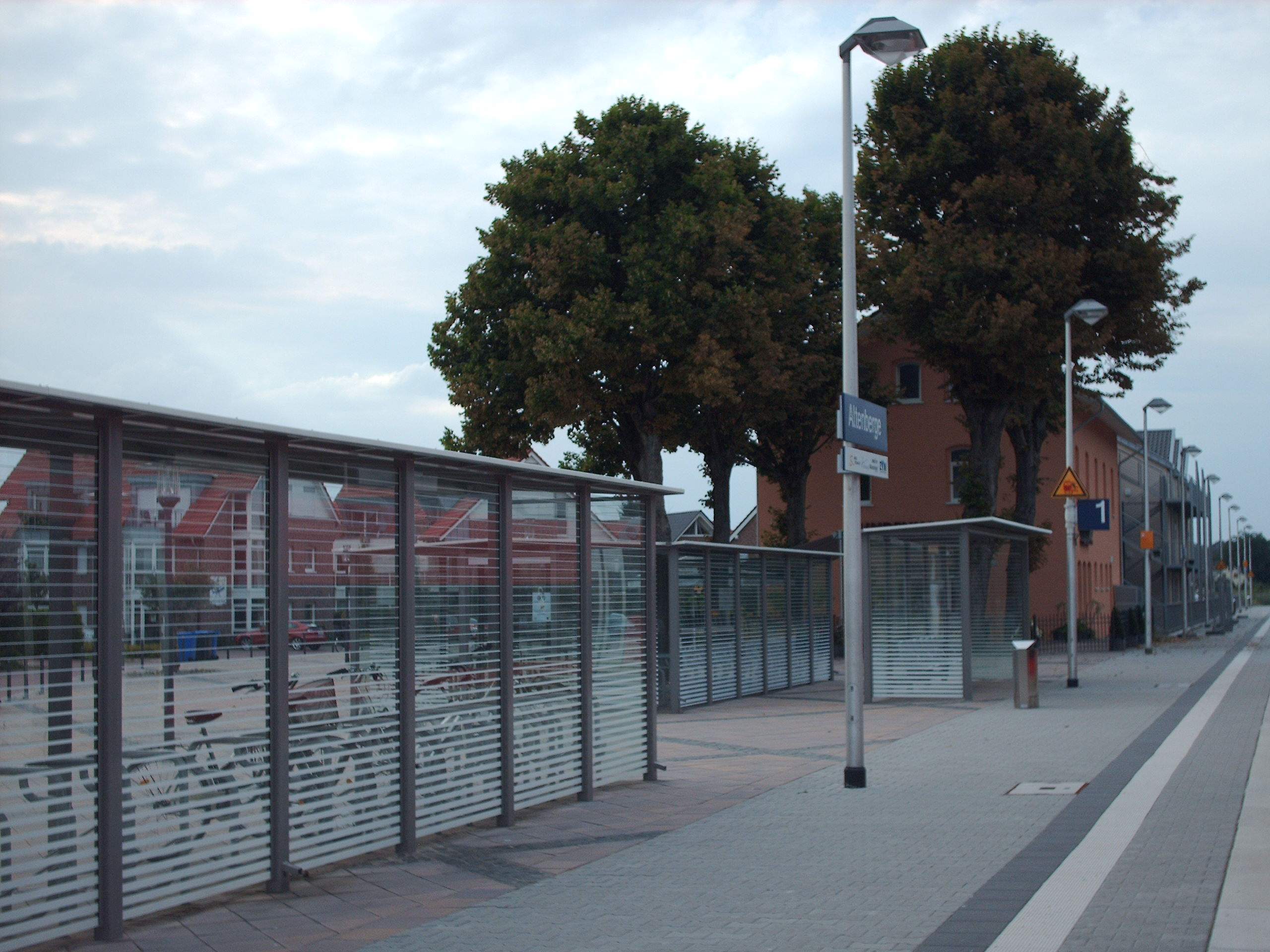
Bahnhof Altenberge

Altenberge liegt zwischen Gronau und Münster an der Bundesstraße 54. Die Bundesstraße verläuft als Umgehungsstraße südwestlich des Ortszentrums. Eine weitere Umgehungsstraße verläuft südöstlich des Ortskerns.
Der Bahnhof von Altenberge liegt an der Bahnstrecke Münster–Enschede, hier verkehren die Züge der Euregio-Bahn (RB 64) von Münster nach Enschede (NL) auf der Kursbuchstrecke 407 täglich im Stundentakt. Von Montag bis Freitag verkehren zur Hauptverkehrszeit Verstärkerzüge zwischen Münster und Gronau, sodass auf diesem Abschnitt ein 30-Minuten-Takt besteht.
| Linie | Verlauf | Takt                                                             |
| ----- | --- | ---------------------------------------------------------------- |
| RB 64 | Euregio-Bahn: Enschede – Enschede De Eschmarke – Glanerbrug – Gronau (Westf) – Ochtrup – Metelen Land – Steinfurt-Burgsteinfurt – Steinfurt-Grottenkamp – Steinfurt-Borghorst – Nordwalde – Altenberge – Münster-Häger – Münster Zentrum Nord – Münster (Westf) Hbf Stand: Fahrplanwechsel Dezember 2021 | 60 min 30 min (Burgsteinfurt–Münster nachmittags an Wochentagen) |

Zusätzlich verkehren Linienbusse nach Münster sowie in die Nachbarorte Steinfurt, Nordwalde, Laer und Greven.
Altenberge ist an den Aa-Vechte-Tour-Radweg angeschlossen.

## Bildung
Altenberge verfügt über zwei Grundschulen, die katholische Sankt-Johannes-Grundschule und die Borndalschule. Die Grundschulen bieten Ganztagsunterricht an.

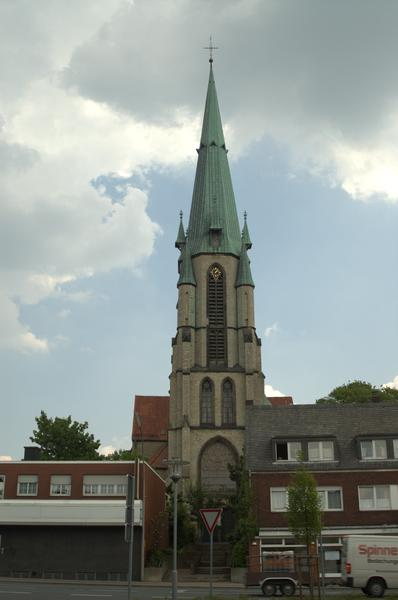
Kirchturm von der Borghorster Straße aus

## Sehenswürdigkeiten

### Katholische Pfarrkirche St. Johannes Baptist
Altenberge zählt vermutlich zu einer der Urpfarreien, die um 800 von Bischof Liudger gegründet wurden. Die ersten drei Joche der Kirche stammen aus der Mitte des 14. Jahrhunderts. Des Weiteren wurde die Kirche zwischen 1882 und 1884 um ein Joch nach Western erweitert und der frühere viereckige mittelalterliche Turm wurde durch den heutigen ersetzt. Im Innern erinnert die Kirche von der Bauart an die Lamberti- oder Überwasserkirche in Münster. Die katholische Kirche kann auch als das Wahrzeichen von Altenberge angesehen werden, da der 75 m hohe Turm aus weiter Entfernung sichtbar ist.

### Krüsellinde
Die Krüsellinde im Südosten ist der Wappenbaum von Altenberge. An ihr wurden früher die Westfälischen Femgerichte gehalten. Als Symbole ehemaliger Femgerichte liegen noch immer Strick und Schwert unter dem Baum.

### Eiskeller

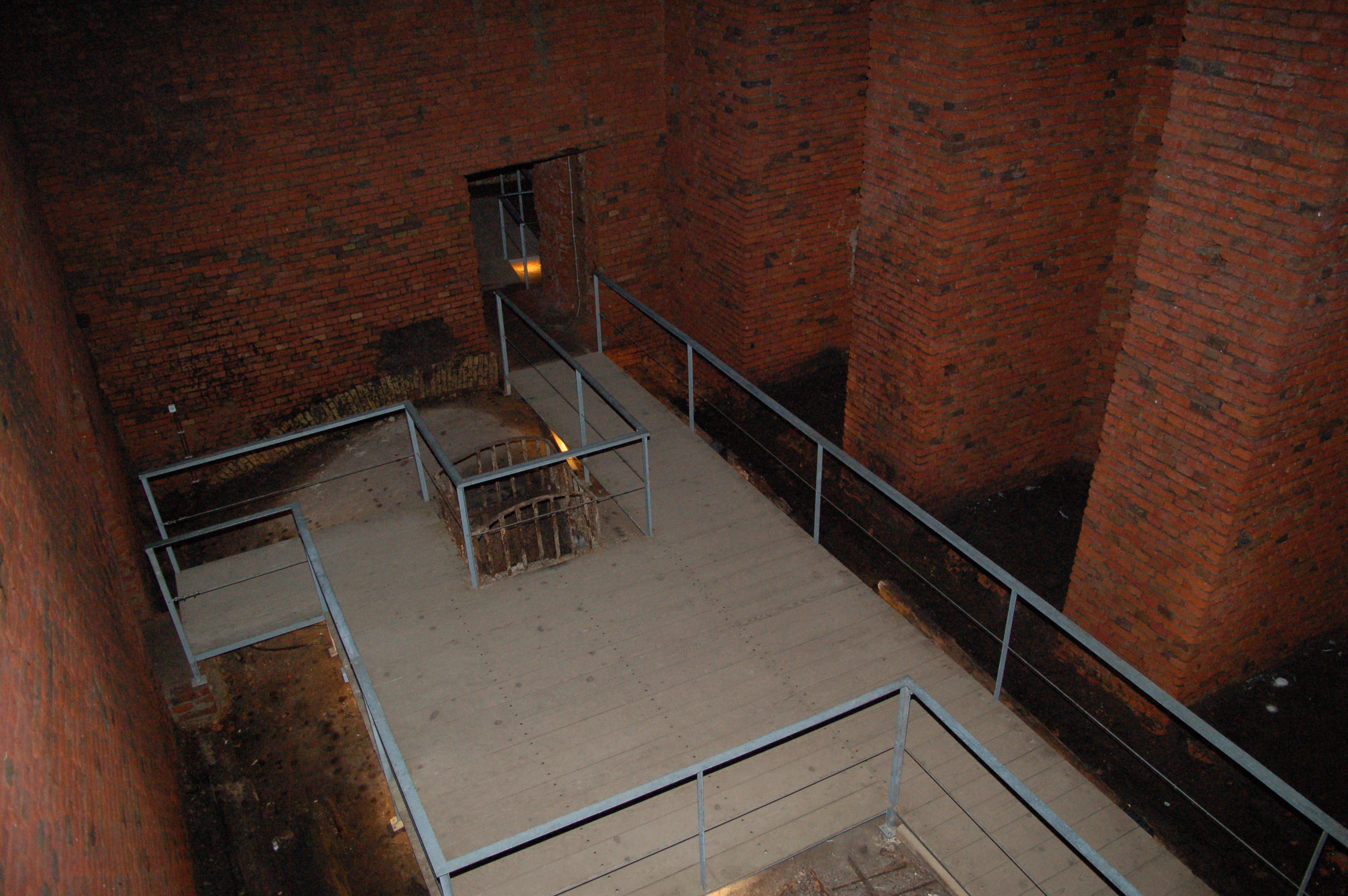
Blick in den Eiskeller Altenberge

Dieser Eiskeller gehört zur ehemaligen Altenberger Brauerei Beuing. Das genaue Baudatum ist nicht bekannt, allerdings wurde der nördliche Teil des Kellers um 1890 angebaut. Hier konnte während des Sommers das gebraute Bier kühl gelagert werden. Dazu wurden im Winter auf umliegenden Feldern aus sogenannten Eisteichen Eisblöcke gewonnen und in den Eiskeller gebracht. So blieb das Gewölbe auch im Sommer auf einer Temperatur von 8 bis 10 Grad. Mit dem Konkurs der Brauerei 1927 endete vorerst die Nutzung des Eiskellers, das Gewölbe geriet in Vergessenheit. Erst 1996 wurde der Eiskeller bei Bauarbeiten für die benachbarte Grundschule wiederentdeckt. 2004 wurde für die Regionale ein Informationspavillon gebaut und Stege im Keller verlegt. Der Keller kann heute über den Heimatverein besichtigt werden.

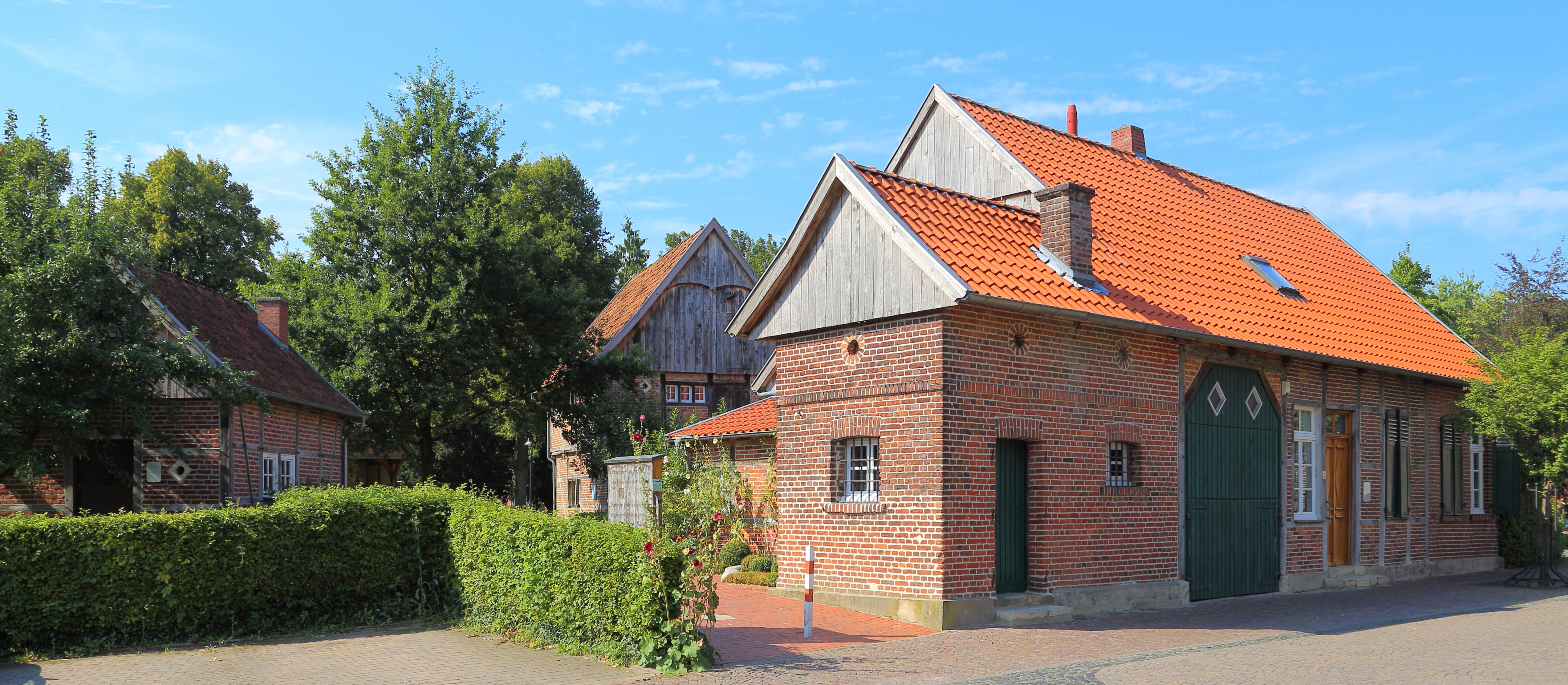
Heimathues Kittken

### Heimathues „Kittken“
Der Kernbau dieses Fachwerkhauses wurde bereits vor 1840 errichtet, 1910 wurde er erweitert. Das Haus diente ab 1889 als Wohnstube des Dorfpolizisten und als Arrestlokal. Diese Funktion behielt es bis in die 1930er Jahre. In den 1990er Jahren wurde das Gebäude vom Heimatverein restauriert und am 10. Mai 1997 als Heimathaus eingeweiht. Später wurde auf dem Gelände noch ein Bauerngarten angelegt, ein typischer Speicher (2003) und ein Backhaus (2006) errichtet. Der Speicher befand sich bis zum Jahr 2003 in der Bauerschaft Hohenhorst und wurde dann vom Heimatverein abgebaut und an der heutigen Stelle wiederaufgebaut. In der Folgezeit wurde ein alter Speicher als Backhaus im Fachwerkstil aufgebaut.

### Marktplatz

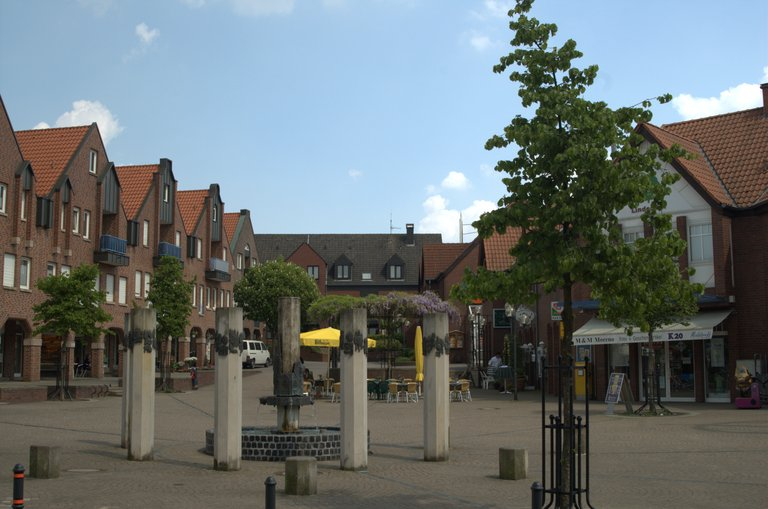
Marktplatz mit Brunnen im Vordergrund (2006)

Der Marktplatz ist der Mittelpunkt des Gemeindelebens in Altenberge. Er entstand am Ende der 1980er Jahre, als die damals noch im Ort beheimatete Firma Schmitz Cargobull auf ein Gelände außerhalb des Orts wechselte. Auf einem Teil des dadurch freigewordenen Areals wurde der Platz errichtet. Die Häuser an den Seiten sollen mit ihren Fassaden und Giebeln (wenn auch stark vereinfacht und moderner gestaltet) an den Prinzipalmarkt in Münster erinnern. Der Marktplatz wird neben dem Kirchplatz vor allem für Events wie Dorffeste oder Konzerte genutzt. Jeden Mittwoch findet hier ein Wochenmarkt statt.
Als eines der Leitprojekte des Gemeindeentwicklungskonzeptes „Altenberge 2030“ wurde der Marktplatz von November 2019 bis Juli 2020 komplett umgebaut. Dieser Umbau verbessert die Nutzbarkeit des Platzes, da durch die ebenerdige Fläche im Zentrum mehr Platz für den Wochenmarkt und andere Veranstaltungen ist.

### Alter Friedhof (Ehrenmal)
Der alte Friedhof befindet sich im Zentrum des Ortes in der Nähe der katholischen Pfarrkirche St. Johannes Baptist. Das Gelände wurde zu Anfang des letzten Jahrhunderts zu klein, daher wurde zwischen Hanseller Straße und Bahnhofshügel ein neuer Friedhof angelegt. Auf dem alten Friedhof sind nur einzelne Grabsteine stehengeblieben. In der Mitte der Rasenfläche befindet sich das Ehrenmal, das an die in den Weltkriegen gefallenen und vermissten Altenberger erinnert.

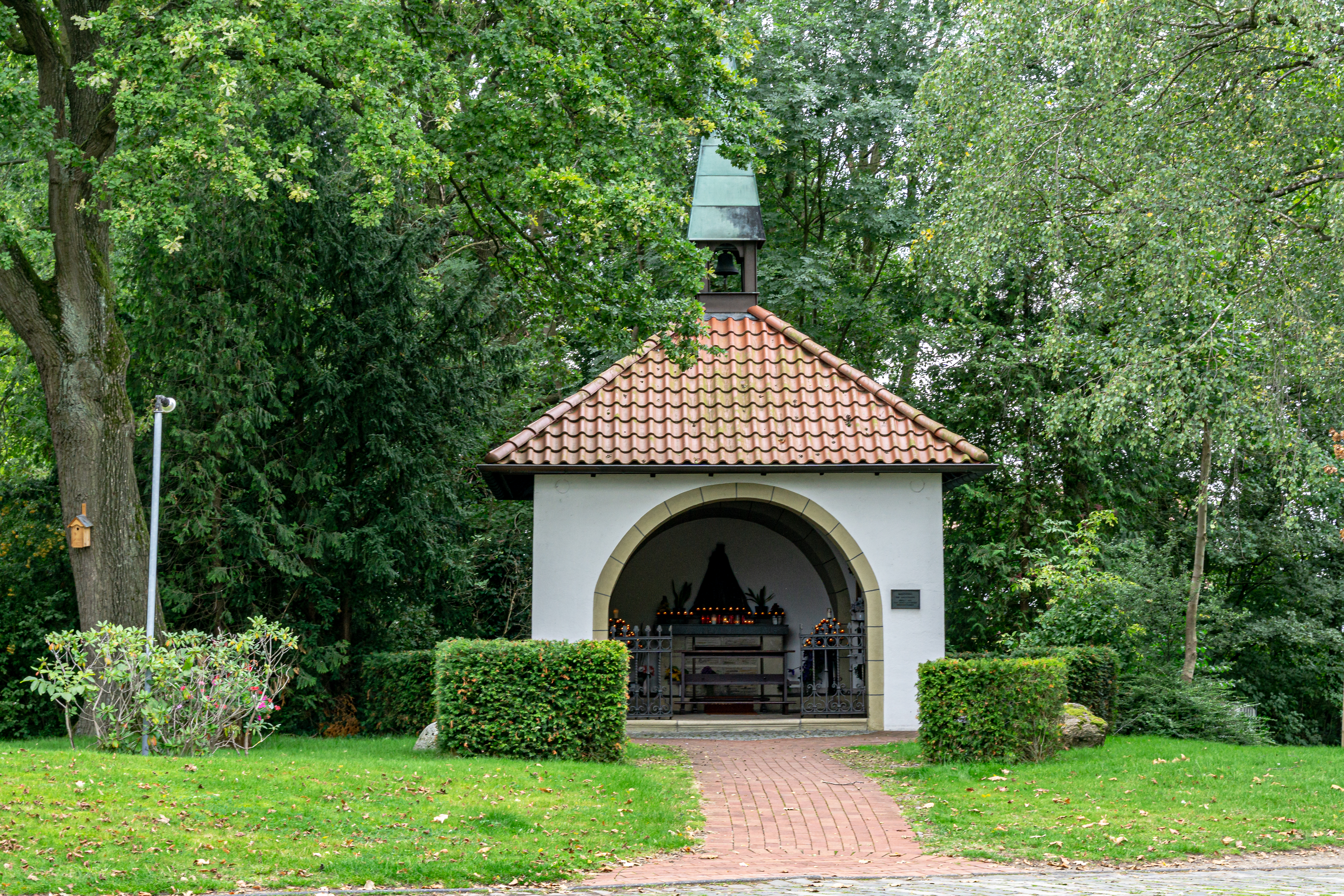
Kraftfahrerkapelle „Madonna der Landstraße“

### Kapelle „Madonna der Landstraße“
Die Kapelle wurde 1953 vom Schützenverein Grinkenschmidt in Waltrup zur Erinnerung an die im Krieg gefallenen Mitglieder errichtet. Sie befindet sich direkt an der ehemaligen B 54 (heute L 510) zwischen Altenberge und Münster und erhielt daher den Namen „Madonna der Landstraße“.

### Haus Sieverding
Von dem 1661 erbauten Haus Sieverding, einer ehemaligen Wasseranlage, ist heute nur der Speicher erhalten geblieben. Er beherbergt den Studienfonds der Uni Münster.

### Gut Göverding
Eines der ältesten Gebäude in Altenberge ist das Bauernhaus auf Gut Göverding, wovon ausgegangen wird, dass es aus dem 15. Jahrhundert stammt. Zuerst war es Sitz der Familie Göverding, der Besitzer wechselte über die Jahre einige Male, bis es 1901 von Familie Große Brinkhaus übernommen wurde und seitdem im Familienbesitz ist.

### Fossilien- und Steinemuseum Zurholt
Das Fossilien- und Steinemuseum Zurholt zeigt zahlreiche Funde, die auf dem Altenberger Höhenrücken entdeckt wurden. Das Museum ist in Privatbesitz. Unter anderem ist in dem Museum der angeblich größte zusammenhängende Fund Europas an Belemniten zu sehen. Er wurde bei Ausgrabungsarbeiten in einem Regenrückhaltebecken entdeckt.

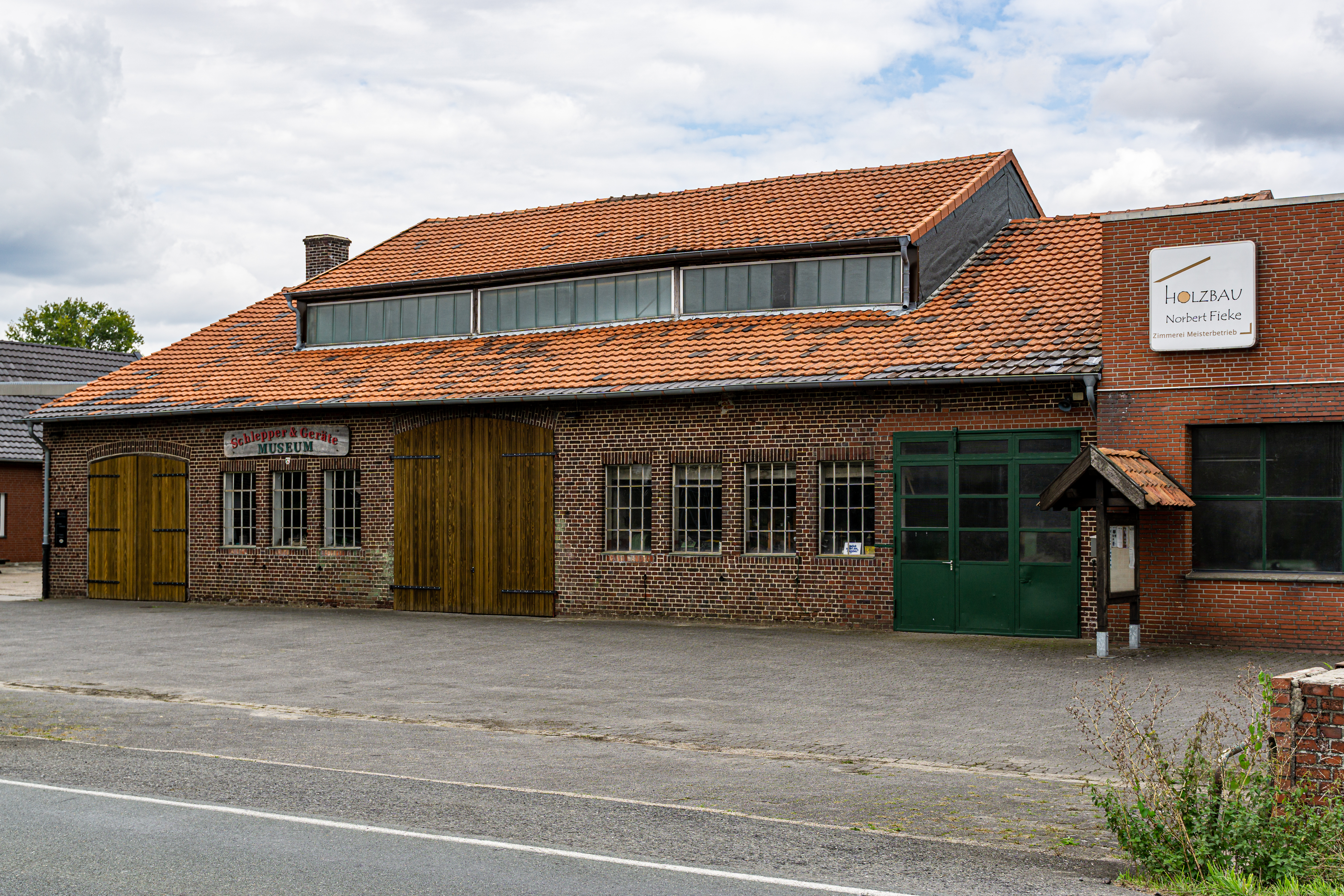
Schlepper- und Geräte-Museum

### Schlepper- und Geräte-Museum Altenberge
In den Räumen der ehemaligen Ackerschlepperfabrik Heinr. Wesseler OHG wurde ein Museum für landwirtschaftliche Geräte und Maschinen und für Ackerschlepper eingerichtet. Der Trägerverein des Museums wurde 2003 gegründet. Im Jahre 2010 wurde die ehemalige Produktionsstätte für Wesseler-Schlepper unter Denkmalschutz gestellt.

### Landwehr
Westlich und südlich der Gemeinde sind noch heute die Reste der alten Landwehr erhalten.

## Erholungsmöglichkeiten

### Sportstätten
- Hallenbad: Altenberge verfügt seit 1977 über ein Hallenbad. Das Bad hat ein Becken mit einer Länge von 25 m. Die Wassertiefe kann auf einem 12 m langen Abschnitt zwischen 30 cm und 1,80 m variiert werden. Im Rest des Beckens beträgt die Wassertiefe konstant 1,80 m. Das Besondere an dem Bad ist die Desinfektion. Anders als in anderen Bädern üblich wird das Wasser nicht gechlort, sondern die Desinfektion mit dem so genannten Salz-Elektrolyse-Verfahren durchgeführt.
- Sportpark Großer Berg: Am Sportpark Großer Berg befindet sich zum einen das Stadion des TuS Altenberge sowie Trainingsplätze und eine moderne Soccer-Halle für die Fußballer. Auch die Tennisabteilung des TuS ist hier beheimatet. Des Weiteren hat der TC Altenberge hier seinen Vereinssitz.
- Reithalle: Die Reithalle des Reitervereins Altenberge wurde im Jahr 2005 in Entrup neu errichtet, damit der TuS die alte Halle aufgrund von Platzmangel als Soccer-Halle in Eigenregie umbauen konnte.
- Sporthallen Gooiker Platz: In den beiden Sporthallen am Gooiker Platz können verschiedene Sportarten ausgeübt werden. Sie werden größtenteils vom TuS genutzt, stehen aber auch anderen Vereinen offen. Auch finden in der großen Halle regelmäßig Veranstaltungen wie die Gewerbeschau oder das Frühjahrskonzert der Musikschule Altenberge e. V. statt.

### Radwege
Durch Altenberge und die Umgebung führen eine Vielzahl von Radwegen. So liegt Altenberge an der 100-Schlösser-Route und es gibt eine große Anzahl von sogenannten Pättkes, die durch die Bauerschaften führen. Hinzu kommen Radwege entlang der Hauptverkehrsstraßen. Ende 2007 wurde ein neuer Radweg entlang der Hanseller Straße geschaffen. Ambitionierte Ziele haben sich auch die Anwohner der L874 in Kümper gesteckt. Sie möchten 2008 in Eigenregie den Lückenschluss zwischen dem neuen Kreisverkehr und dem Havixbecker Radwegenetz erstellen. Dieser Radweg wurde im Herbst 2009 fertiggestellt.

## Vereine

### Sportvereine
- TuS Altenberge 09 e. V.: Der „TuS“ ist ein traditionsreicher Breitensportverein mit über 2000 Mitgliedern. Die unterschiedlichen Sportangebote umfassen etwa Fußball, Volleyball, Badminton, Judo, Tischtennis, Tennis, Turnen oder Aerobic.
- TC Altenberge 1951 e. V.: Der Tennisclub besitzt eine eigene Anlage mit Clubhaus und sieben Tennisplätzen. Sie befindet sich im Sportpark Großer Berg.
- Bogensportclub Altenberge 1986 e. V.: Als ehemalige Unterabteilung des Sportschützenvereins Altenberge gegründet, gibt es den Bogensportclub Altenberge seit 1985 mit eigenem Freiluftsaison-Trainingsgelände.
- Schwimmverein Grün-Schwarz Altenberge e. V.
- Zucht-, Reit- und Fahrverein Altenberge e. V.
- DLRG Altenberge e. V.
- KG St. Johannes Altenberge

### Musik- und Gesangsvereine
- Altenberger Kiepenkerl-Chor: Er wurde 1977 als Doppelquartett gegründet, als Namensgeber diente der Kiepenkerl.
- Chorgemeinschaft St. Johannes Baptist: Der katholische Kirchenchor von Altenberge wurde am 10. Januar 1904 gegründet. Er tritt regelmäßig in Gottesdiensten auf und hat sich über die Ortsgrenzen hinaus einen Namen geschaffen mit seinen regelmäßigen Konzerten, die auch weltliche Musik beinhalten.
- Altenberger Männerchor Polyhymnia 1920 e. V.: Er ist Mitglied im Sängerkreis Nordwestfalen und dem Deutschen Sängerbund. Der Chor widmet sich der Einstudierung von modernen Liedern, Chorsätzen und der Pflege älteren Liedgutes.
- Musikschule Altenberge (ehemals Jugendorchester Altenberge e. V.): Seit Dezember 2005 heißt das Jugendorchester Musikschule Altenberge.
- Musikzug der Freiwilligen Feuerwehr Altenberge: Gegründet im Jahre 1911.
- Spielmannszug Grinkenschmied: Gegründet im Jahre 1951.

### Schützenvereine
- Schützenbruderschaft St. Johannes Altenberge: Die Bruderschaft zählt zurzeit über 650 Mitglieder und ist damit der größte und gleichzeitig mit einer Geschichte von 300 Jahren auch älteste Altenberger Schützenverein.
- Schützenverein Grinkenschmidt Altenberge 1924 e. V.: Einzugsbereich dieses Schützenvereins sind die Bauerschaften Waltrup, Hohenhorst und Kümper. Der 1924 gegründete Schützenverein verfügt über einen eigenen Spielmannszug
- Schützenverein Entrup: Einzugsbereich dieses Schützenvereines sind die Bauerschaften Westenfeld und Entrup.
- Schützenverein „An de Buorg“ Hansell (feierte im Jahr 2007 sein 75-jähriges Bestehen)
- Frauenschützen Altenberge 2000

### Sonstige
- Siedlungsgemeinschaft Krüsel, gegründet 1969: Sie veranstaltet jedes Jahr im August das Krüselfest. 2013 gewann die Siedlungsgemeinschaft den zweiten Platz des Nachbarschaftswettbewerbes der Westfälische Nachrichten. Zentrum der Siedlungsgemeinschaft ist die Krüsellinde, das Wahrzeichen von Altenberge.[18]
- DRK und JRK Altenberge: Das DRK in Altenberge unterhält zwei Kindergärten und zusammen mit der Feuerwehr eine Helfer-vor-Ort-Gruppe.
- Feuerwehr Altenberge mit Kinder- und Jugendfeuerwehr Altenberge. Die Feuerwehr feierte im Jahr 2007 ihr 125-jähriges Bestehen und zählt damit zu den ältesten Feuerwehren im Kreis Steinfurt. Die Jugendfeuerwehr wurde 1975 gegründet und ist die drittälteste Gruppe. Im Jahr 2017 wurde eine Kinderfeuerwehr gegründet, die zweite Gruppe im Kreis Steinfurt.[19] Alle Abteilungen der Feuerwehr zählen ca. 150 Mitglieder.

## Persönlichkeiten
- Theodor Bollmann (1845–1913), Theaterschauspieler
- Hans Blumenberg (1920–1996) war ein deutscher Philosoph
- Herbert Vorgrimler (1929–2014) war katholischer Theologe und Autor
- Manfried Dietrich (1935–2024), Keilschriftforscher und Ugaritist
- Gerd Haffmans (* 1944), Verlagslektor und Verleger
- Manfred Sestendrup (* 1952), Autor unter anderem des „Poetischen Projektes PAUL“ zugunsten der Welthungerhilfe. Träger des Bundesverdienstkreuzes
- Dietrich Schulze-Marmeling (* 1956) arbeitet als Autor und Lektor für den Verlag Die Werkstatt und schrieb u. a. Bücher über Borussia Dortmund, den FC Bayern München und über die Nationalmannschaft
- Berthold Lülf (* 1959), Politiker (SPD), seit 2002 Bürgermeister von Ennigerloh
- Theresia Degener (* 1961), contergangeschädigte Jura-Professorin in Bochum und eine der wichtigsten deutschen Aktivistinnen für die Rechte von Menschen mit Behinderung. Trägerin des Bundesverdienstkreuzes
- Pascal Koopmann (* 1990), Fußballspieler